# A tu per tu (album)
A tu per tu è un album del cantautore italiano Sergio Caputo, pubblicato nel 2006 dall'etichetta discografica Idiosyncrasy Music.

## Descrizione
Si tratta di una raccolta di alcuni suoi successi eseguiti in modo essenziale: solamente chitarra e voce.
«A Tu Per Tu è stato il mio modo di dare ai miei estimatori una specie di "concerto privato", un po' come se andassi a casa loro con la chitarra a suonargli i loro brani preferiti. Mi confermano che se metti su il CD e chiudi gli occhi, l'impressione è che io sia lì in persona con la chitarra a cantare e suonare.» 

## Tracce
CD (Idiosyncrasy Music, 500013)
1. Non bevo più tequila – 4:17
2. Effetti personali – 3:00
3. Hemingway Caffè Latino – 3:21
4. Weekend – 3:14
5. Un'anima in pena – 3:21
6. Cimici e bromuro – 2:00
7. Visite a sorpresa – 3:56
8. Ma che amico sei – 4:07
9. Anche i detectives piangono – 4:07
10. Mettimi giù – 4:50
11. Non bevo più tequila (re-mix) – 4:16

Durata totale: 40:29